# Lowry, Minnesota
Lowry là một thành phố thuộc quận Pope, tiểu bang Minnesota, Hoa Kỳ. Năm 2010, dân số của thành phố này là 299 người.

## Dân số
- Dân số năm 2000: 271 người.
- Dân số năm 2010: 299 người.